# The London Magazine
The London Magazine es el título de seis publicaciones aparecidas en diferentes momentos desde 1732. En las seis ocasiones los rotativos se han centrado en las artes, la literatura y temas diversos.

## 1732-1785
The London Magazine, o Gentleman's Monthly Intelligencer, se fundó en 1732 en oposición política y actitud de rivalidad hacia la Gentleman's Magazine apoyada por los tories y se mantuvo en funcionamiento durante 53 años hasta su cierre en 1785. Edward Kimber se convirtió en editor en 1755, sucediendo a su padre Isaac Kimber Henry Mayo fue editor de 1775 a 1783. Los editores incluyeron a Thomas Astley.

## 1820-1829
En 1820, la revista London Magazine fue recuperada por los editores Baldwin, Craddock & Joy bajo la dirección de John Scott, que diseñó la revista siguiendo las líneas de la publicación de Edimburgo Blackwood's Magazine. Durante esta época la revista publicó poemas de William Wordsworth, Percy Bysshe Shelley, John Clare y John Keats. 
En septiembre de 1821 apareció en la revista la primera de dos entregas de Confessions of an English Opium-Eater, de Thomas De Quincey. Scott rápidamente comenzó un debate literario con escritores de Blackwood's Magazine, en particular con John Gibson Lockhart, sobre diversos temas, incluida la virulenta crítica de Blackwood a la "Escuela Cockney", bajo la cual se agrupaban Leigh Hunt y John Keats. La disputa terminó en un duelo mortal entre Scott y el amigo cercano de Lockhart, JH Christie donde el primero perdió la vida en 1821.
The London Magazine prosiguió bajo la dirección de John Taylor . Entre sus colaboradores se encontraban Thomas Hood, William Hazlitt y Charles Lamb. Durante este tiempo Lamb publicó la primera serie de sus Essays of Elia, a partir de 1820. La insistente manipulación de los poemas de los colaboradores por parte de Taylor llevó a muchos miembros del personal, incluidos Lamb y Hazlitt, a abandonar la revista, que dejó de publicarse en 1829.

## 1840
Simpkin, Marshall and Co. publicaron The London Magazine, Charivari y Courrier des Dames; un Proteo en la política, un camaleón en la literatura y una mariposa en el mundo de Bon Ton, editado por Richard Fennell. El primer artículo del número inaugural de febrero de 1840 fue Behind the Scenes, with the Prologue to Our Little Drama, que comienza: "[Manager Typo is discovered pacing up and down the stage ..." (imagen 10). 

## 1875–1879
El título fue revivido en noviembre de 1875 para una publicación mensual editada por Will Williams. Se ha descrito como "un periódico de sociedad", y como "una revista de un tipo más habitual en París que en Londres, escrita por el bien de sus colaboradores más que por el público".
Un acontecimiento significativo en este período fue la llegada de William Ernest Henley, quien aceptó el puesto de editor, cargo que ocupó desde el 15 de diciembre de 1877 durante los dos últimos años (1877-1879). Henley contribuyó de forma anónima con decenas de sus propios poemas a la revista, "especialmente en expresiones en francés antiguo", algunas de los cuales han sido calificados de "brillantes" (y luego fueron publicados en una recopilación de Gleeson White). Este período también vio la publicación del cuento de Robert Louis Stevenson "Las nuevas mil y una noches" en The London.
El London dejó de publicarse con el número del 5 de abril de 1879.

## 1898-1933

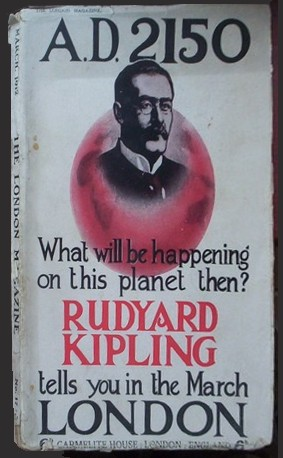
Portada, marzo de 1912

En 1901, The Harmsworth Magazine fue relanzada como The London Magazine por Cecil Harmsworth, propietario del Daily Mail en ese momento. El editor era Henry Beckles Willson. Amalgamated Press continuó publicándolo hasta 1930, cuando pasó a llamarse New London Magazine. La investigadora australiana Sue Thomas se ha referido a él como "un importante informador... de los gustos literarios populares de finales de los períodos victoriano y eduardiano". A pesar del reconocimiento que gozó, la revista cerró en 1933.

## Desde 1954 hasta el presente
En 1954, una nueva publicación recibió el título de London Magazine bajo la dirección de John Lehmann, que continuó en gran medida la tradición de su revista anterior New Writing. Fue respaldado por TS Eliot como una publicación periódica sin base universitaria que "asumiría audazmente la existencia de un público interesado en la literatura seria". En 1961, la revista cambió de manos y pasó a estar bajo la dirección del poeta y crítico colega de Lehmann, Alan Ross. La publicación continuó hasta la muerte de Ross en 2001. Bajo Lehmann y Ross, la revista fue publicada por Chatto & Windus.
En 2001 fue relanzada por Christopher Arkell, quien nombró editor al poeta y crítico literario Sebastian Barker. Barker se retiró a principios de 2008 y Sara-Mae Tuson asumió el cargo.
En julio de 2009, Arkell vendió la revista a Burhan Al-Chalabi, quien ahora es el editor, con Steven O'Brien como editor, Jamie Cameron como editor gerente y Katie Tobin como asistente editorial y de marketing. Los patrocinadores actuales son Lord Risby, Oliver Hylton, Stanley Johnson y Stephen Fry.
La revista London Magazine ha sido relanzada bajo la dirección actual. Se publica seis veces al año. Publica escritores tanto emergentes como consagrados de todo el mundo. Sus colaboradores actuales incluyen a Charlotte Metcalf, Christopher Ricks, Jonathan Marriott, Serena Gosden-Hood, Simon Tait, Martha Sprackland, Houman Barekat, Jennifer Croft, Jen Calleja, Fernando Sdrigotti, Rachel Bower y Will Stone.